# Schœlcher
Schœlcher è un comune francese di 21.564 abitanti situato nel dipartimento d'oltre mare della Martinica.